# Interkerkelijk Comité voor Tweezijdige Ontwapening

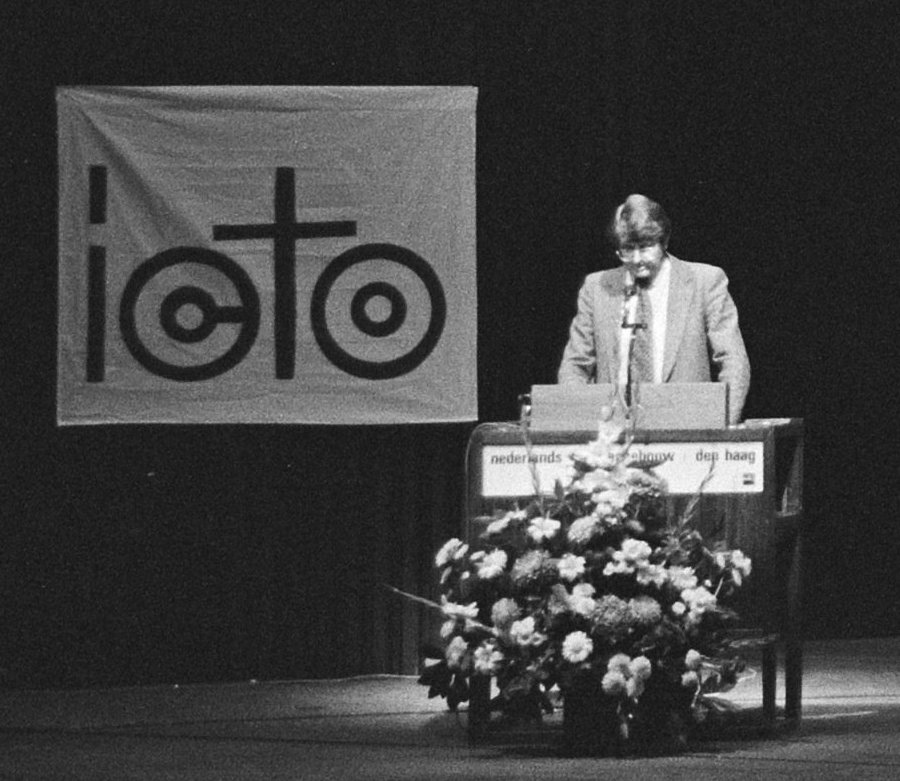
Jean Penders tijdens congres naast ICTO-logo (1982)

Het Interkerkelijk Comité voor Tweezijdige Ontwapening (ICTO) was een Nederlandse organisatie die in de jaren 1980-2001 heeft bestaan. De organisatie was opgericht als rechtse tegenhanger van het Interkerkelijk Vredesberaad (IKV). Waar het IKV ten tijde van de Koude Oorlog eenzijdige ontwapening voorstond, stond het ICTO op het standpunt dat niet het Westen, maar het Oostblok de eerste stappen moest zetten om een einde te maken aan de wapenwedloop. Het ICTO steunde het beleid van het Kabinet-Lubbers I, was voorstander van de plaatsing van 48 Kruisraketten in Nederland en steunde ook de SDI-plannen van de Amerikaanse president Ronald Reagan.
Het ICTO kwam vooral in het nieuws in de periode 1985-1986, toen voormalig CDA-europarlementariër Jim Janssen van Raay voorzitter was. Hij stond nauwe banden met het Oud-Strijders Legioen (OSL) voor. Mede hierdoor kwam het binnen de organisatie tot een scheuring, die in 1986 resulteerde in een bestuurscrisis en in mei 1987 in de oprichting van het Vredesoverleg Kerk en Samenleving (VOKS, opgeheven in 1997).
In tegenstelling tot het IKV werd het ICTO niet door de kerken gedragen, maar was het opgericht door individuele leden. Op het hoogtepunt had het ICTO 12.000 leden. Na de val van het communisme verslapte de belangstelling voor de vredesbeweging en uiteindelijk werd het ICTO in mei 2001 opgeheven wegens een steeds verder teruglopend ledental.